# Rhopalomeces gracilis
Rhopalomeces gracilis är en skalbaggsart som först beskrevs av Olof Immanuel von Fåhraeus 1872.  Rhopalomeces gracilis ingår i släktet Rhopalomeces och familjen långhorningar.
Artens utbredningsområde är:
- Moçambique.
- Zimbabwe.

Inga underarter finns listade i Catalogue of Life.